# 대한민국의 도시별 성비
대한민국의 도시 별 성비는 다음과 같다. 표는 대한민국의 도시(군 단위 이상)를 인구 순으로 배열한 것이다. 아래의 근거는 2017년에 통계청에서 실시한 인구 총조사 결과에 따른 것으로 자료는 국가통계포털에서 확인할 수 있다. 순위가 높을수록 남초 현상이 심각하다는 뜻이고 낮을수록 여초 현상이 심각하다는 뜻이다.
| 2017년의 순위 | 행정구역                | 지역   | 성비        |
| ------------- | ----------------------- | ------ | ----------- |
| 1             | 경상북도 울릉군         | 영남권 | 124.4 : 100 |
| 2             | 강원도 화천군           | 강원권 | 123.1 : 100 |
| 3             | 충청북도 음성군         | 충청권 | 120.6 : 100 |
| 4             | 경기도 포천시           | 수도권 | 117.7 : 100 |
| 5             | 경상남도 거제시         | 영남권 | 117.6 : 100 |
| 6             | 강원특별자치도 인제군   | 강원권 | 117 : 100   |
| 7             | 강원특별자치도 고성군   | 강원권 | 116.8 : 100 |
| 8             | 충청북도 진천군         | 충청권 | 116.2 : 100 |
| 9             | 강원도 양구군           | 강원권 | 115.3 : 100 |
| 10            | 충청남도 당진시         | 충청권 | 113.7 : 100 |
| 11            | 강원특별자치도 철원군   | 강원권 | 113.4 : 100 |
| 12            | 경기도 시흥시           | 수도권 | 113.2 : 100 |
| 13            | 전라남도 영암군         | 호남권 | 112.5 : 100 |
| 14            | 경기도 연천군           | 수도권 | 112.2 : 100 |
| 15            | 경기도 화성시           | 수도권 | 112.1 : 100 |
| 16            | 충청남도 아산시         | 충청권 | 110.3 : 100 |
| 17            | 전라남도 신안군         | 호남권 | 110.1 : 100 |
| 18            | 경상북도 칠곡군         | 영남권 | 109.6 : 100 |
| 19            | 경상남도 함안군         | 영남권 | 109.2 : 100 |
| 20            | 강원특별자치도 정선군   | 강원권 | 109 : 100   |
| 21            | 경기도 안성시           | 수도권 | 108.9 : 100 |
| 22            | 경상북도 고령군         | 영남권 | 108.7 : 100 |
| 23            | 경기도 평택시           | 수도권 | 108 : 100   |
| 24            | 울산광역시              | 영남권 | 107.7 : 100 |
| 25            | 경기도 광주시           | 수도권 | 107.7 : 100 |
| 26            | 충청남도 서산시         | 충청권 | 107.6 : 100 |
| 27            | 경기도 안산시           | 수도권 | 107.3 : 100 |
| 28            | 경상북도 구미시         | 영남권 | 107 : 100   |
| 29            | 전라남도 광양시         | 호남권 | 106.9 : 100 |
| 30            | 강원도 삼척시           | 강원권 | 106.9 : 100 |
| 31            | 충청남도 보령시         | 충청권 | 106.6 : 100 |
| 32            | 경상북도 성주군         | 영남권 | 106.6 : 100 |
| 33            | 경기도 김포시           | 수도권 | 106.3 : 100 |
| 34            | 경기도 이천시           | 수도권 | 106 : 100   |
| 35            | 전라남도 완도군         | 호남권 | 106 : 100   |
| 36            | 강원특별자치도 영월군   | 강원권 | 106 : 100   |
| 37            | 경상남도 통영시         | 영남권 | 105.9 : 100 |
| 38            | 경상남도 김해시         | 영남권 | 105.7 : 100 |
| 39            | 경기도 오산시           | 수도권 | 105.6 : 100 |
| 40            | 충청남도 태안군         | 충청권 | 105.6 : 100 |
| 41            | 강원도 평창군           | 강원권 | 105.5 : 100 |
| 42            | 경기도 양주시           | 수도권 | 105.4 : 100 |
| 43            | 전라북도 완주군         | 호남권 | 105.3 : 100 |
| 44            | 충청남도 천안시         | 충청권 | 105.2 : 100 |
| 45            | 경기도 파주시           | 수도권 | 105.2 : 100 |
| 46            | 경상북도 울진군         | 영남권 | 105.1 : 100 |
| 47            | 전라남도 여수시         | 호남권 | 104.9 : 100 |
| 48            | 전라북도 군산시         | 호남권 | 104.7 : 100 |
| 49            | 경상남도 사천시         | 영남권 | 104.7 : 100 |
| 50            | 경상북도 영천시         | 영남권 | 104.5 : 100 |
| 51            | 강원도 홍천군           | 강원권 | 104.5 : 100 |
| 52            | 경상남도 창원시         | 영남권 | 104.2 : 100 |
| 53            | 충청북도 증평군         | 충청권 | 104.2 : 100 |
| 54            | 충청북도 충주시         | 충청권 | 103.8 : 100 |
| 55            | 경기도 여주시           | 수도권 | 103.8 : 100 |
| 56            | 경상남도 고성군         | 영남권 | 103.6 : 100 |
| 57            | 대구광역시 군위군       | 영남권 | 103.6 : 100 |
| 58            | 제주특별자치도 서귀포시 | 제주권 | 103.5 : 100 |
| 59            | 강원도 동해시           | 강원권 | 103.5 : 100 |
| 60            | 경상북도 경주시         | 영남권 | 103.2 : 100 |
| 61            | 충청남도 예산군         | 충청권 | 103 : 100   |
| 62            | 충청북도 괴산군         | 충청권 | 102.8 : 100 |
| 63            | 전라남도 진도군         | 호남권 | 102.8 : 100 |
| 64            | 경상북도 포항시         | 영남권 | 102.7 : 100 |
| 65            | 경기도 가평군           | 수도권 | 102.7 : 100 |
| 66            | 강원특별자치도 양양군   | 강원권 | 102.6 : 100 |
| 67            | 강원특별자치도 태백시   | 강원권 | 102.5 : 100 |
| 68            | 경기도 수원시           | 수도권 | 102.4 : 100 |
| 69            | 강원도 횡성군           | 강원권 | 102.2 : 100 |
| 70            | 경상북도 경산시         | 영남권 | 102 : 100   |
| 71            | 경상남도 창녕군         | 영남권 | 101.6 : 100 |
| 72            | 경상남도 양산시         | 영남권 | 101.5 : 100 |
| 73            | 세종특별자치시          | 충청권 | 101.5 : 100 |
| 74            | 전라남도 무안군         | 호남권 | 101.5 : 100 |
| 75            | 충청남도 금산군         | 충청권 | 101.5 : 100 |
| 76            | 제주특별자치도 제주시   | 제주권 | 101.4 : 100 |
| 77            | 충청북도 제천시         | 충청권 | 101.4 : 100 |
| 78            | 인천광역시              | 수도권 | 101.3 : 100 |
| 79            | 강원도 강릉시           | 강원권 | 101.1 : 100 |
| 80            | 경기도 하남시           | 수도권 | 101 : 100   |
| 81            | 충청북도 청주시         | 충청권 | 100.9 : 100 |
| 82            | 전라북도 익산시         | 호남권 | 100.8 : 100 |
| 83            | 전라남도 목포시         | 호남권 | 100.8 : 100 |
| 84            | 전라북도 임실군         | 호남권 | 100.8 : 100 |
| 85            | 대전광역시              | 충청권 | 100.7 : 100 |
| 86            | 충청남도 논산시         | 충청권 | 100.7 : 100 |
| 87            | 경상북도 영주시         | 영남권 | 100.7 : 100 |
| 88            | 경기도 양평군           | 수도권 | 100.7 : 100 |
| 89            | 충청남도 청양군         | 충청권 | 100.5 : 100 |
| 90            | 충청북도 옥천군         | 충청권 | 100.3 : 100 |
| 91            | 충청북도 단양군         | 충청권 | 100.3 : 100 |
| 92            | 경상남도 진주시         | 영남권 | 100.1 : 100 |
| 93            | 전라남도 장성군         | 호남권 | 100.1 : 100 |
| 94            | 경기도 남양주시         | 수도권 | 99.9 : 100  |
| 95            | 경기도 동두천시         | 수도권 | 99.9 : 100  |
| 96            | 강원도 원주시           | 강원권 | 99.7 : 100  |
| 97            | 충청남도 홍성군         | 충청권 | 99.7 : 100  |
| 98            | 경기도 용인시           | 수도권 | 99.6 : 100  |
| 99            | 경상북도 김천시         | 영남권 | 99.6 : 100  |
| 100           | 경기도 의왕시           | 수도권 | 99.3 : 100  |
| 101           | 광주광역시              | 호남권 | 99.2 : 100  |
| 102           | 전라남도 영광군         | 호남권 | 99.1 : 100  |
| 103           | 충청북도 영동군         | 충청권 | 99.1 : 100  |
| 104           | 경기도 부천시           | 수도권 | 99 : 100    |
| 105           | 전라남도 순천시         | 호남권 | 98.9 : 100  |
| 106           | 전라북도 정읍시         | 호남권 | 98.9 : 100  |
| 107           | 충청남도 서천군         | 충청권 | 98.9 : 100  |
| 108           | 대구광역시              | 영남권 | 98.7 : 100  |
| 109           | 전라남도 나주시         | 호남권 | 98.7 : 100  |
| 110           | 전라북도 고창군         | 호남권 | 98.7 : 100  |
| 111           | 충청북도 보은군         | 충청권 | 98.7 : 100  |
| 112           | 경기도 군포시           | 수도권 | 98.6 : 100  |
| 113           | 전라북도 김제시         | 호남권 | 98.5 : 100  |
| 114           | 충청남도 계룡시         | 충청권 | 98.4 : 100  |
| 115           | 전라북도 부안군         | 호남권 | 98.3 : 100  |
| 116           | 경기도 안양시           | 수도권 | 98.2 : 100  |
| 117           | 충청남도 공주시         | 충청권 | 98.2 : 100  |
| 118           | 강원도 속초시           | 강원권 | 98.2 : 100  |
| 119           | 충청남도 부여군         | 충청권 | 98.2 : 100  |
| 120           | 전라북도 진안군         | 호남권 | 98.1 : 100  |
| 121           | 경기도 광명시           | 수도권 | 98 : 100    |
| 122           | 경기도 구리시           | 수도권 | 98 : 100    |
| 123           | 전라북도 무주군         | 호남권 | 98 : 100    |
| 124           | 경기도 성남시           | 수도권 | 97.9 : 100  |
| 125           | 전라북도 전주시         | 호남권 | 97.7 : 100  |
| 126           | 경상북도 안동시         | 영남권 | 97.7 : 100  |
| 127           | 전라남도 담양군         | 호남권 | 97.7 : 100  |
| 128           | 전라남도 함평군         | 호남권 | 97.6 : 100  |
| 129           | 경상북도 봉화군         | 영남권 | 97.6 : 100  |
| 130           | 경기도 의정부시         | 수도권 | 97.5 : 100  |
| 131           | 경상북도 청송군         | 영남권 | 97.3 : 100  |
| 132           | 전라북도 장수군         | 호남권 | 97.2 : 100  |
| 133           | 부산광역시              | 영남권 | 96.8 : 100  |
| 134           | 경상북도 상주시         | 영남권 | 96.8 : 100  |
| 135           | 전라남도 해남군         | 호남권 | 96.8 : 100  |
| 136           | 경상남도 거창군         | 영남권 | 96.4 : 100  |
| 137           | 강원도 춘천시           | 강원권 | 96.3 : 100  |
| 138           | 전라북도 남원시         | 호남권 | 96.3 : 100  |
| 139           | 경기도 고양시           | 수도권 | 96.2 : 100  |
| 140           | 경기도 과천시           | 수도권 | 96.2 : 100  |
| 141           | 경상북도 문경시         | 영남권 | 95.9 : 100  |
| 142           | 경상북도 예천군         | 영남권 | 95.9 : 100  |
| 143           | 서울특별시              | 수도권 | 95.5 : 100  |
| 144           | 경상남도 하동군         | 영남권 | 95.4 : 100  |
| 145           | 경상남도 밀양시         | 영남권 | 95.2 : 100  |
| 146           | 전라남도 장흥군         | 호남권 | 94.8 : 100  |
| 147           | 경상남도 의령군         | 영남권 | 94.1 : 100  |
| 148           | 전라남도 고흥군         | 호남권 | 94 : 100    |
| 149           | 경상남도 남해군         | 영남권 | 93.9 : 100  |
| 150           | 전라남도 곡성군         | 호남권 | 93.8 : 100  |
| 151           | 경상남도 산청군         | 영남권 | 93.7 : 100  |
| 152           | 경상북도 의성군         | 영남권 | 93.5 : 100  |
| 153           | 전라남도 화순군         | 호남권 | 93.4 : 100  |
| 154           | 경상북도 영덕군         | 영남권 | 93.1 : 100  |
| 155           | 경상북도 청도군         | 영남권 | 93 : 100    |
| 156           | 전라남도 강진군         | 호남권 | 93 : 100    |
| 157           | 전라남도 구례군         | 호남권 | 93 : 100    |
| 158           | 경상북도 영양군         | 영남권 | 92.8 : 100  |
| 159           | 경상남도 함양군         | 영남권 | 92 : 100    |
| 160           | 전라남도 보성군         | 호남권 | 91.7 : 100  |
| 161           | 전라북도 순창군         | 호남권 | 91 : 100    |
| 162           | 경상남도 합천군         | 영남권 | 90.6 : 100  |

## 분석 결과
전국 162개 도시 중 대한민국에서 가장 남초 현상이 심한 곳은 성비 124.4 : 100을 기록한 경상북도 울릉군이다. 단, 특별시 및 광역시 예하의 구, 군까지 포함하면 가장 남초 현상이 심한 곳은 인천광역시 옹진군으로 그곳의 성비는 무려 132.7 : 100까지 올라가 전국에서 유일하게 성비 130을 초과하는 곳이다. 위 도표에서 상위권 순위에 오른 도시들의 특징은 공단지대이거나 군 부대가 밀집한 곳이란 점이다. 대표적인 남초 직종인 군인, 공장 노동자들이 많이 살고 있기 때문에 성비가 높게 나타나는 것이다.
반면, 대한민국에서 가장 여초 현상이 심한 곳은 성비 90.6 : 100을 기록한 경상남도 합천군이다. 단, 특별시 및 광역시 예하의 구, 군까지 포함하면 가장 여초 현상이 심한 곳은 서울특별시 서대문구로 그곳의 성비는 무려 88.8 : 100까지 떨어져 전국에서 유일하게 성비 90미만인 곳이다. 하위권 순위에 오른 도시들의 특징은 대개 농촌 지역으로 노령화가 매우 심한 곳이란 것이다. 평균 기대수명이 여자가 남자보다 길기 때문에 할머니들이 많아서 성비가 낮게 나타나는 것이다.

## 같이 보기
- 성비 불균형
- 남초
- 여초